# ATS HS1
Chronologie des modèles (1978)
Aucun ATS D1
L'ATS HS1 est une monoplace de Formule 1 ayant participé au championnat du monde de Formule 1 1978 avec de nombreux pilotes: Hans Binder, Michael Bleekemolen, Alberto Colombo (en), Harald Ertl, Jean-Pierre Jarier, Jochen Mass et Keke Rosberg.

## Historique

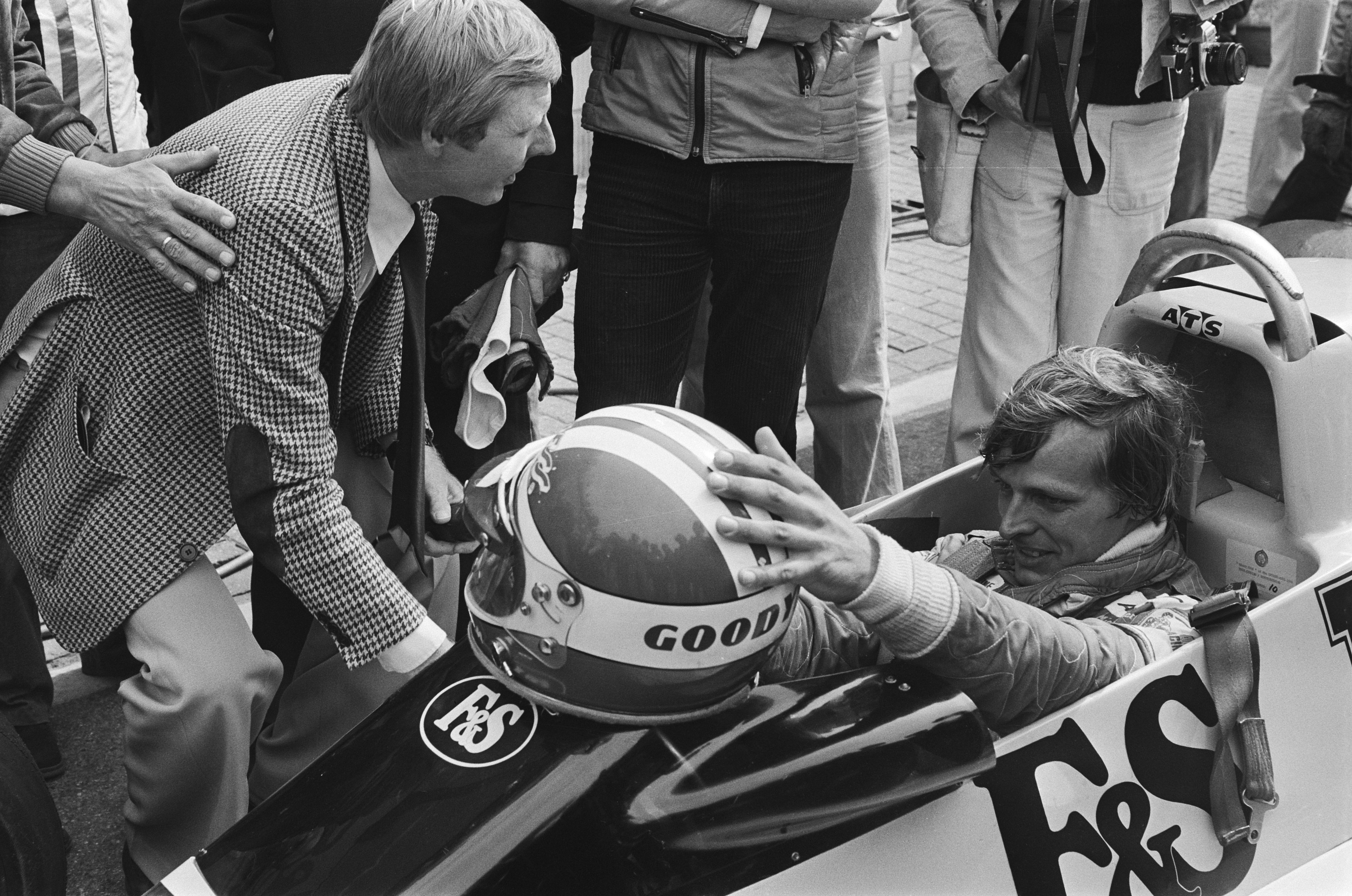
Michael Bleekemolen lors du Grand Prix automobile des Pays-Bas 1978, il ne se qualifiera pas, de même que son coéquipier.

L'ATS HS1 est la première vraie monoplace de ATS. Au début de saison, elle connaît de nombreux problèmes de tenue de route. En cours de saison, des améliorations sont apportées mais sa vitesse de pointe en est grandement amputée avec à la clé de nombreuses non-qualifications. Les pilotes ne marquent aucun point, ATS n'est pas classée dans le championnat des constructeurs. Sa meilleure qualification est une onzième place de Jean-Pierre Jarier en Argentine et son meilleur résultat une septième place de Jochen Mass lors du Grand Prix suivant au Brésil.